# Pont au Change
De Pont au Change is een brug over de Seine in Parijs die het Île de la Cité ter hoogte van de Conciergerie en het Paleis van Justitie verbindt met de rechteroever ter hoogte van de Place du Châtelet.

## Geschiedenis

### Vroegere bruggen
De eerste brug die op dit punt gebouwd werd dateert uit de 9e eeuw, en werd tijdens het bewind van Karel de Kale gebouwd als Grand Pont (Grote Brug), omdat deze de brede tak van de Seine langs het Île de la Cité overbrugde, dit in tegenstelling tot de Petit-Pont, die over de smallere tak naar de linkeroever leidt.
De huidige naam ontleent de brug aan de geldwisselaars, de courtiers de change, die hier hun negotie uitoefenden. Deze geldwisselaars regelden de relaties die de boeren met de verderop gevestigde banken onderhielden. De aanwezigheid van de geldwisselaars trok ook aanverwante bedrijfjes aan, zoals goudsmeden en juweliers. De winkeltjes werden op de brug zo dicht op elkaar gezet dat de Seine vanaf de brug niet meer te zien was.. Deze brug werd in 1621 door brand verwoest.
De verbrande brug werd tussen 1639 en 1647 vervangen door een nieuw exemplaar, ontworpen door ene Androuet du Cerceau en betaald door de handelaren op de brug. De nieuwe brug was van metselwerk en had zeven bogen. Het was destijds de grootste brug van Parijs. Op het rechteruiteinde van de brug werd bij de voltooiing een monument ter ere van de koning en zijn familie geplaatst, dat in 1794 tijdens de Franse Revolutie werd verwoest. De huisjes van de geldwisselaars en hun aanverwanten waren in 1786 al gesloopt. De schilder Hubert Robert heeft de sloop op meerdere schilderijen vastgelegd (te zien zijn in het Musée Carnavalet).

### Huidige brug
De huidige Pont au Change is tussen 1858 en 1860 gebouwd onder het bewind van Napoleon III, de "N" op de bruggen refereert dus aan hem en niet aan zijn oom. Ongeveer tegelijkertijd werd in het verlengde van deze brug de pont Saint-Michel gebouwd, in dezelfde stijl.

## Culturele referentie
- De brug met de juweliershuisjes speelt een rol in de roman Das Parfum van Patrick Süskind.

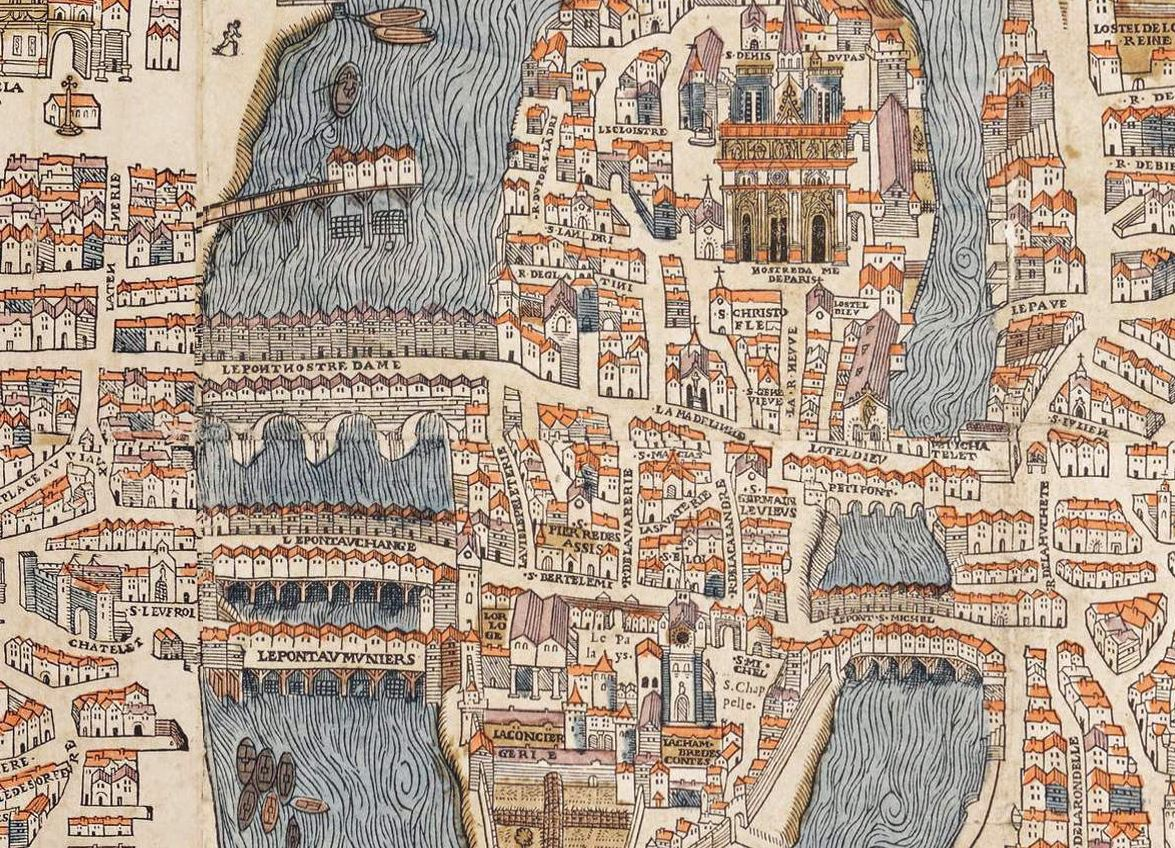
Bruggen rondom het Île de la Cité op een plattegrond uit 1550. Links in het midden de Pont au Change
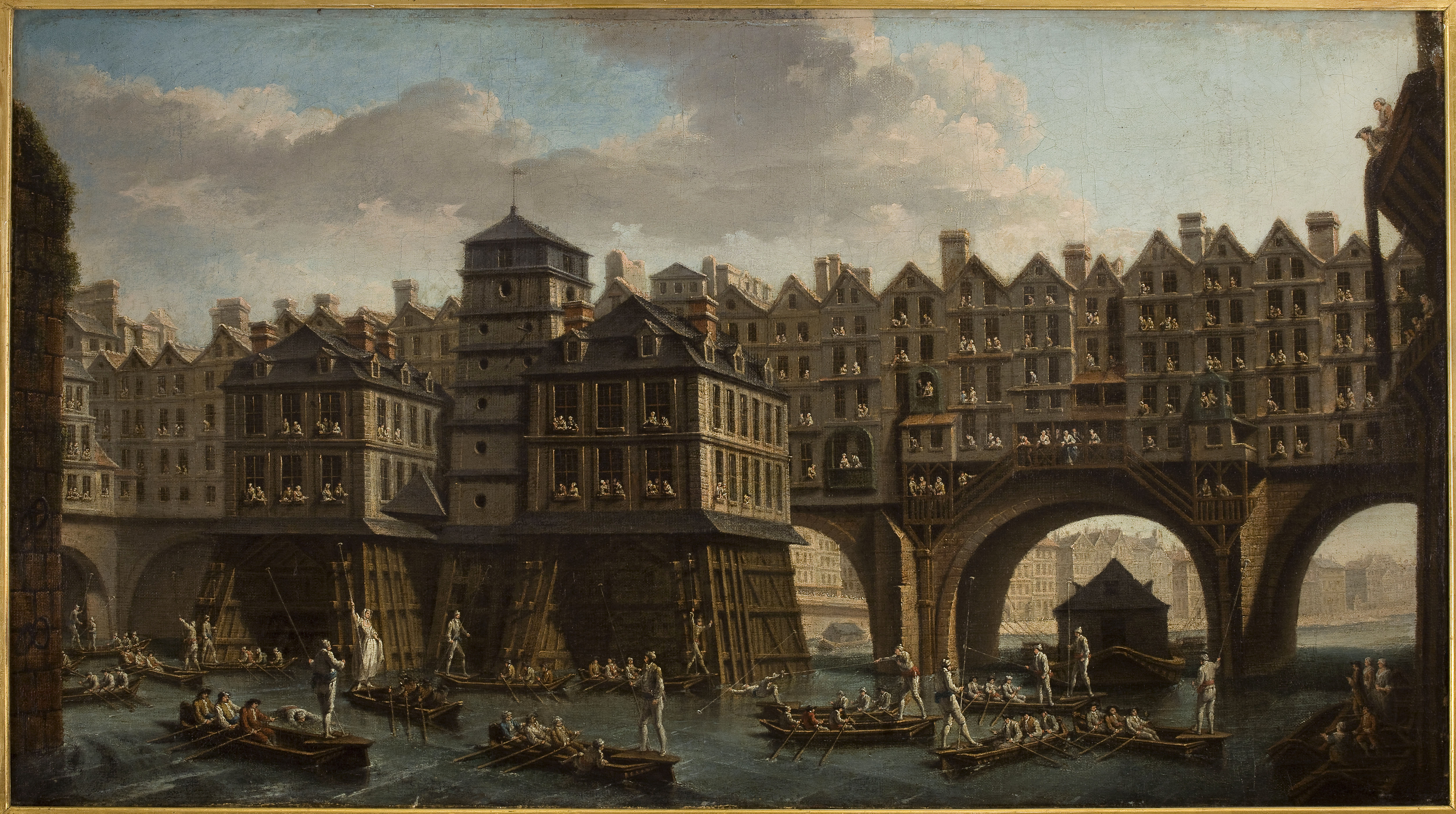
De brug in 1751, nog met huisjes, geschilderd door Nicolas-Jean-Baptiste Raguenet
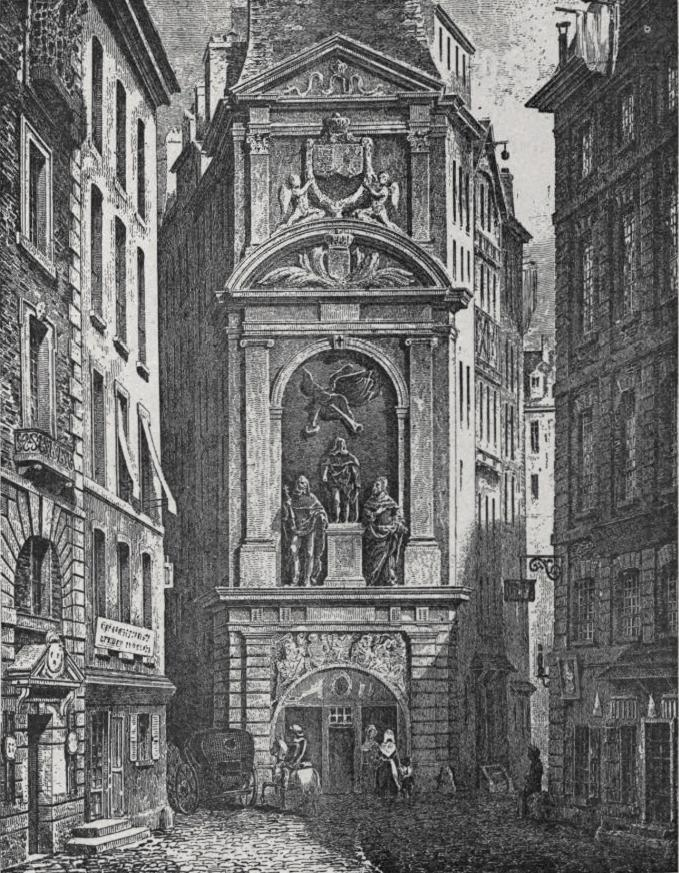
Monument ter ere van de koninklijke familie (1645), verwoest in 1794
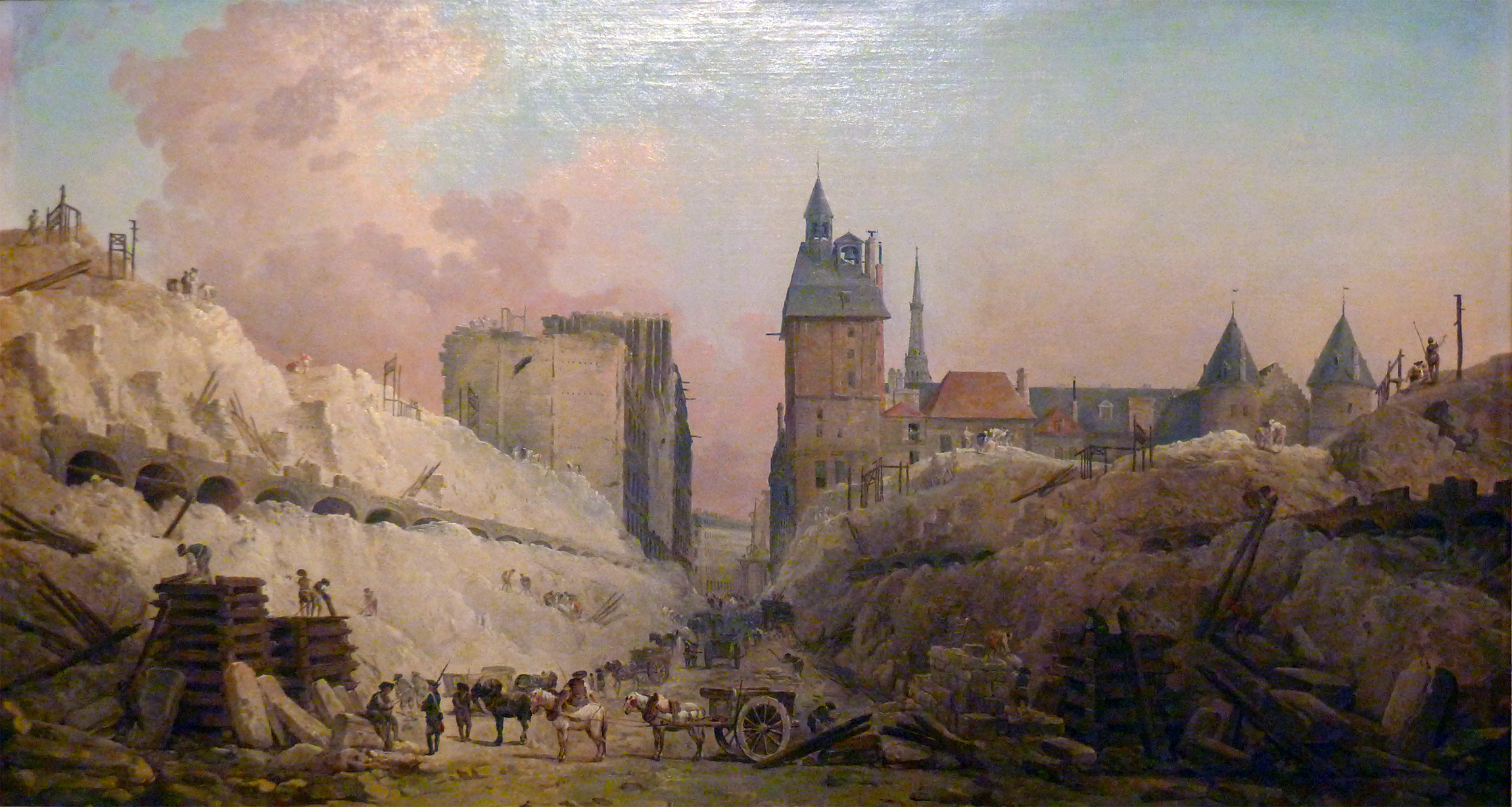
La démolition des maisons du Pont-au-Change, en 1788 door Hubert Robert
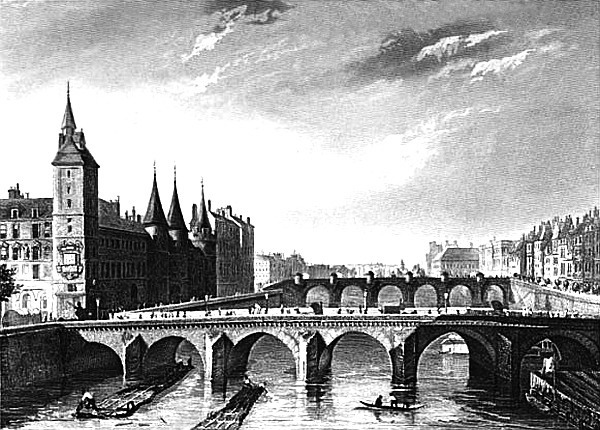
De brug aan het begin van de 19e eeuw (omstreeks 1815), zonder huisjes
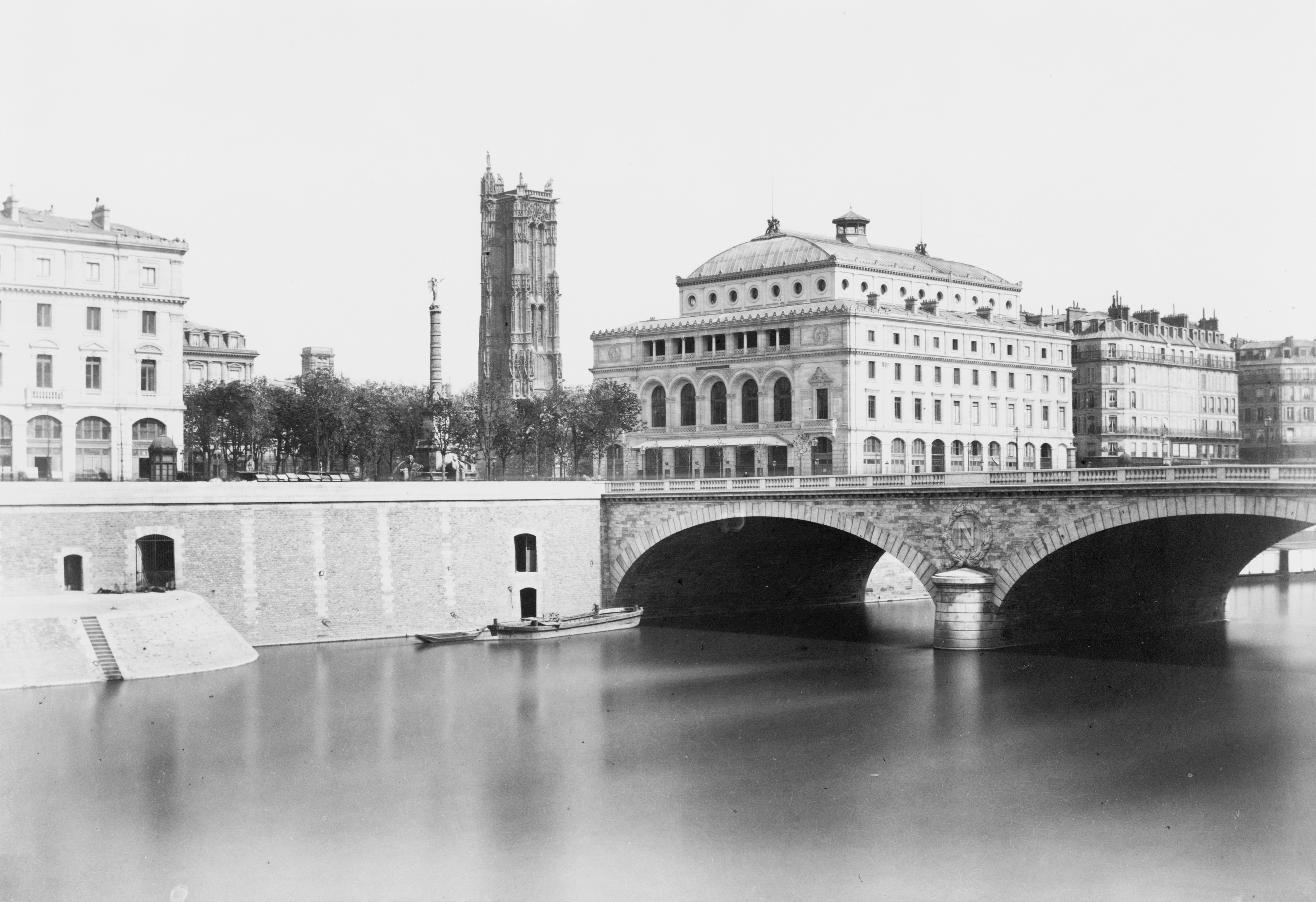
De brug in 1864 (foto: Edouard Baldus)
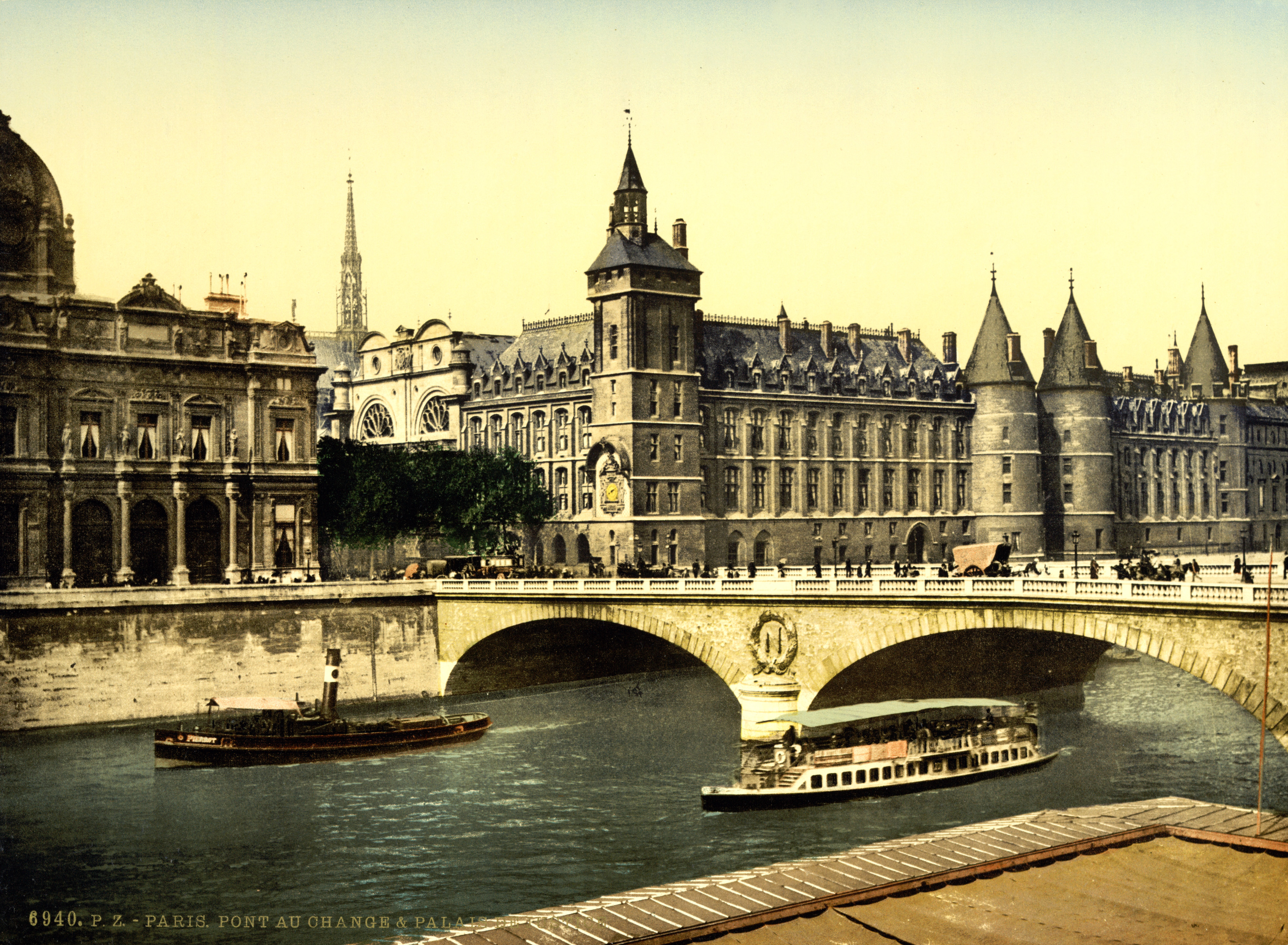
De brug omstreeks 1890-1900, gezien naar het zuidwesten

- Bibliothèque nationale de France: cb13181920r (data)
- Virtual International Authority File: 244320733